# Мотивація
Мотива́ція (з лат. movere) — спонукання до дії; динамічний процес фізіологічного та психологічного плану, що керує поведінкою людини, який визначає її організованість, активність і стійкість; здатність людини діяльно задовольняти свої потреби.
В управлінні мотива́ція — це процес стимулювання працівників до здійснення ефективної діяльності, спрямованої на досягнення цілей підприємства. Мотивація необхідна для ефективного виконання прийнятих рішень і запланованих завдань.
Мотивація — це те, що знаходиться в людини «всередині». Якщо людина мотивована, її задоволення від роботи може призвести до якісного результату.

## Теорії мотивації: перелік
1.Теорії потреб (англ. Need Theories):
1.1.Теорія мотивації Абрахама Маслоу (Abraham Maslow)
1.2. Теорія існування, відносин і росту
1.3. Теорія мотивації Девіда Мак Клелланда (David McClelland)
1.4.Теорія мотивації Фредерика Герцберга (Frederick Herzberg)
2. Пізнавальні теорії (англ. Cognitive Theory):
2.1.Теорія очікувань Віктора Врума (Victor Vroom)
2.2. Теорія справедливості
2.3. Теорія постановки цілей
3. Теорія підкріплення (англ. Reinforcement Theory)
4. Теорія мотивації соціального вивчення (англ. Social Learning Theory)
5. Теорія мотивації Л. Портера, Е. Лоулера
6. Теорія мотивації Дугласа Мак-Грегора (Теорія X, Теорія Y, Теорія Z)
7.партисипативне управління

## Мотиваційні моделі
Мотивація — це один з важливих факторів підвищення ефективності діяльності усієї організації, адже процес діяльності організації можна добре спланувати і організувати, але якщо працівники цієї організації не відповідально ставляться до своїх обов'язків і не зацікавлені особисто у розв'язанні проблем і задач, що постали перед організацією, то результати контролю і підбиття підсумків не будуть втішними.
Розуміння змісту мотивації — головний показник професійної майстерності доброго керівника організації. Знання про те, чому люди роблять те, що вони роблять — необхідна передумова для того, щоб допомогти їм реалізувати власні мотиви та попередити випадки, коли мотивації можуть викликати певні ускладнення.
Варто розрізняти «мотивацію праці» і «мотивацію трудової діяльності». Праця —  це цілеспрямована діяльність людини щодо зміни і пристосування предметів природи для задоволення своїх потреб. Процес праці включає три моменти: власне праця, предмети і засоби праці. Але трудова діяльність не обмежується лише процесом праці. Діяльність — це специфічна форма відношення до навколишнього світу, змістом якої є його корінна зміна і перетворення в інтересах людей, зміна, що включає мету, засоби, результат і сам процес.
Ефективний менеджмент ґрунтується на поєднанні реальних цілей, життєвих цінностей і установок, очікувань і потреб працівника з цілями організації. Людина яка поділяє цілі й усвідомлює цінності своєї організації, здатна визначити собі завдання, знаходити шляхи їх вирішення, здійснювати самоконтроль, тобто переходити від зовнішнього мотивування до самомотивування. Воно можливе за певних об'єктивних умов, серед яких важливу роль відіграють задоволення первинних потреб працівника, висока культура виробництва, реальне самоуправління.
Менеджер повинен забезпечити розвиток позитивних мотивів у співробітників, створити ситуаційне поле, яке спонукатиме кожного робити те, що від нього очікують. Для цього потрібно використати методи мотивації (способи управлінських впливів на персонал для досягнення цілей організації). Їх класифікують за об'єктами мотивації, використовуваними стимулами, видами потреб, спрямованості і т. д.
Робітники будуть працювати добре, якщо знатимуть, що компанія має на ринку міцні позиції, її діяльність — суспільно корисна, а місія — висока й гідна. В приємному колективі, атмосфері взаємоповаги та загальної готовності допомагати один одному персонал буде працювати не лише ефективно, але й з насолодою. Особливо продуктивною буде праця працівників, коли очевидна особиста роль у процесі досягнення компанією заслужених висот, відчутна причетність до збільшення обсягів прибутку й підвищення економічної вартості компанії, зростання лояльності споживачів. Від факту наявності оплати.
Редукціоністська модель мотивації.
Автором редукціоністської моделі мотивації є Зигмунд Фрейд. Відповідно до цієї моделі фізіологічні потреби створюють напругу, тим самим змушують індивіда шукати зарядки, шляхом задоволення потреб.

## Теорії мотивації: короткий опис
Існують два підходи до вивчення теорій мотивації.
Перший підхід ґрунтується на дослідженні змістовної сторони теорії мотивації. Такі теорії базуються на вивченні потреб людини, які і є основними мотивом їх проведення, а отже, і діяльності. До прихильників такого підходу можна віднести американських психологів Абрахама Маслоу, Фредеріка Герцберга і Девіда Мак Клелланда. розглянемо докладніше ці теорії.
Теорія мотивації по А. Маслоу. Перша з даних теорій називається ієрархією потреб Маслоу. Єство її зводиться до вивчення потреб людини. Це більш рання теорія. Її прихильники, у тому числі і Абрахам Маслоу, вважали, що предметом психології є поведінка, а не свідомість людини. В основі ж поведінки лежать потреби людини, які можна розділити на п'ять груп:
- фізіологічні потреби, необхідні для виживання людини: в їжі, у воді, у відпочинку і т. д.;
- потреби в безпеці і упевненості в майбутньому — захист від фізичних і інших небезпек із сторони навколишнього світу і упевненість в тому, що фізіологічні потреби задовольнятимуться і в майбутньому
- соціальні потреби — необхідність в соціальному оточенні. В спілкуванні з людьми, відчуття «ліктя» і підтримка;
- потреби в пошані, у визнанні оточуючих і прагненні до особистих досягнень
- потреба самовираження, тобто потреба у власному зростанні і в реалізації своїх потенційних можливостей.

Перші дві групи потреб первинні, а наступні три вторинні. Згідно з теорією Маслоу, всі ці потреби можна розташувати в строгій ієрархічній послідовності у вигляді піраміди, в підставі якій лежать первинні потреби, а вершиною є вторинні.
Значення такої ієрархічної побудови полягає в тому, що пріоритетні для людини потреби нижчих рівнів і це позначається на його мотивації. Іншими словами, в поведінці людини більш визначаючим є задоволення потреб спочатку низьких рівнів, а потім, у міру задоволення цих потреб, стають стимулюючим чинником і потреби більш високих рівнів.
Теорія мотивації Девіда Мак Клелланда. З розвитком економічних відносин і вдосконаленням управління значна роль в теорії мотивації відводиться потребам більш високих рівнів. Представником цієї теорії є Девід Мак Клелланд. Згідно з його твердженням структура потреб вищого рівня зводиться до трьох чинників: прагненню до успіху, прагненню до влади, до визнання. При такому твердженні успіх розцінюється не як похвала або визнання з боку колег, а як особисті досягнення в результаті активної діяльності, як готовність брати участь в ухваленні складних рішень і нести за них персональну відповідальність. Прагнення до влади повинне не тільки говорити про честолюбство, але і показувати уміння людини успішно працювати на різних рівнях управління в організаціях, а прагнення до визнання — його здатність бути неформальним лідером, мати свою власну думку і уміти переконувати оточуючих в його правильності.
Теорія мотивації Фредеріка Герцберга. Ця теорія з'явилася у зв'язку з необхідністю з'ясувати вплив матеріальних і нематеріальних чинників на мотивацію людини, що росте.
Фредерік Герцберг створив модель двохчинника, яка показує задоволеність роботою.
Чинники, що впливають на задоволеність в роботі
Гігієнічні чинники:
- Політика фірми і адміністрації
- Умови роботи
- Заробіток
- Міжособові відносини
- Ступінь безпосереднього контролю за роботою

Мотивація:
- Успіх
- Просування по службі
- Визнання і схвалення результату
- Високий ступінь відповідальності
- Можливість творчого і ділового зростання

Перша група чинників (гігієнічні чинники) пов'язана з самовираженням особи, її внутрішніми потребами. а також з навколишнім середовищем, в якому здійснюється сама робота. Друга група чинників мотивації пов'язана з характером і єством самої роботи. Керівник тут повинен пам'ятати про необхідність узагальнення змістовної частини роботи.
Другий підхід до мотивації базується на процесуальних теоріях. Тут мовиться про розподіл зусиль працівників і вибір певного виду поведінки для досягнення конкретних цілей. До таких теорій відносяться теорія очікувань, або модель мотивації по В. Вруму, теорія справедливості і теорія або модель. Портеру — Лоулера.
Теорія очікувань В. Врума. Згідно з теорією очікувань не тільки потреба є необхідною умовою мотивації людини для досягнення мети, але і вибраний тип поведінки.
Процесуальні теорії очікування встановлюють, що поведінка співробітників визначається поведінкою:
- керівника, який за певних умов стимулює роботу співробітника;
- співробітника, який упевнений, що за певних умов йому буде видано винагороду;
- співробітника і керівника, що допускає, що при певному поліпшенні якості роботи йому буде видано певну винагороду;
- співробітника, який зіставляє розмір винагороди з сумою, яка необхідна йому для задоволення певної потреби.

Теорія справедливості. Згідно з цією теорією ефективність мотивації оцінюється працівником не по певній групі чинників, а системно з урахуванням оцінки винагород, виданих іншим працівникам, що працюють в аналогічному системному оточенні.
Співробітник оцінює свій розмір заохочення в порівнянні із заохоченнями інших співробітників. При цьому він враховує умови в яких працюють він і інші співробітники. Наприклад один працює на новому устаткуванні, а другой- на старому, у одного було одне якості заготівок, а іншого — інше. Або наприклад керівник не забезпечує співробітника тією роботою, яка відповідає його кваліфікації. Або був відсутній доступ до інформації, необхідної для виконання роботи, і т. д.
Теорія мотивації Л. Портера — Е. Лоулера. Ця теорія побудована на поєднанні елементів теорії очікувань і теорії справедливості. Суть її в тому, що введені співвідношення між винагородою і досягнутими результатами.
Л. Портер і Е. Лоулер ввели три змінні, які впливають на розмір винагороди: зусилля, особові якості людини і його здібності і усвідомлення своєї ролі, що затрачують, в процесі праці. Елементи теорії очікування тут виявляються в тому, що працівник оцінює винагороду відповідно до зусиль, що затрачують, і вірить в те, що ця винагорода буде тим, що адекватно затрачує їм зусиллям. Елементи теорії справедливості виявляються в тому, що люди мають власну думку з приводу правильності або неправильності винагороди в порівнянні з іншими співробітниками і відповідно і ступінь задоволення. Звідси важливий висновок про те, що саме результати праці є причиною задоволення співробітника, а не навпаки. Згідно з такою теорією результативність повинна неухильно підвищуватися.
Теорія мотивації Дугласа Мак-Грегора. Дуглас Мак-Грегор проаналізував діяльність виконавця на робочому місці і виявив, що керівник може контролювати наступні параметри, що визначають дії виконавця:
- завдання, які одержує підлеглий;
- якість виконання завдання;
- час отримання завдання;
- очікуваний час виконання задачі;
- засоби, що є для виконання задачі;
- колектив, в якому працює підлеглий;
- інструкції, одержані підлеглим;
- переконання підлеглого в посильності задачі;
- переконання підлеглого у винагороді за успішну роботу;
- розмір винагороди за проведену роботу;
- рівень залучення підлеглого в круг проблем, пов'язаних з роботою.

Всі ці чинники залежать від керівника і, в той же час, в тій чи іншій мірі впливають на працівника, визначають якість і інтенсивність його праці. Дуглас Мак-Грегор прийшов до висновку, що на основі цих чинників можливо застосувати два різні підходи до управління, які він назвав «Теорія X» і «Теорія У».
«теорія X» утілює чисто авторитарний стиль управління, характеризується істотною централізацією влади, жорстким контролем по перерахованих вище чинниках.
«теорія У» відповідає демократичному стилю управління і припускає делегування повноважень, поліпшення взаємостосунків в колективі, обліку відповідної мотивації виконавців і їх психологічних потреб, збагачення змісту роботи.
Одним із сучасних методів мотиваційного менеджменту є партисипативне управління — передбачає його демократизацію, участь найманих працівників в управлінні виробництвом. Спочатку партисипативне управління пов'язували виключно із запровадженням нових методів мотивації праці. Проте нині його розглядають як ефективний засіб використання потенціалу людських ресурсів, організації та розвитку. Тому концепцію партисипативного управління вже не можна пов'язувати лише з процесом мотивації, а слід розглядати як один із напрямів управління, потенціалом організації. На практиці партисипативне управління може реалізовуватися за такими принципами: працівники отримують право самостійного вирішування таких аспектів діяльності, як вибір засобів здійснення трудового процесу, режим роботи і відпочинку, запровадження нових методів роботи; працівники можуть бути залучені до постановки цілей, які їм належить досягти, визначення завдань, що потребують вирішення; працівникам надають право контролю за якістю продукції, водночас встановлюють відповідальність за кінцевий результат; працівникам надають право на формування складу робочих груп (бригад) із членів організації та на визначення, з ким вони кооперуватимуться у процесі групової діяльності; працівників залучають до різноманітних творчих груп, органів управління як на низовому, так і на вищому рівні організації.